# A1 (Tunesië)

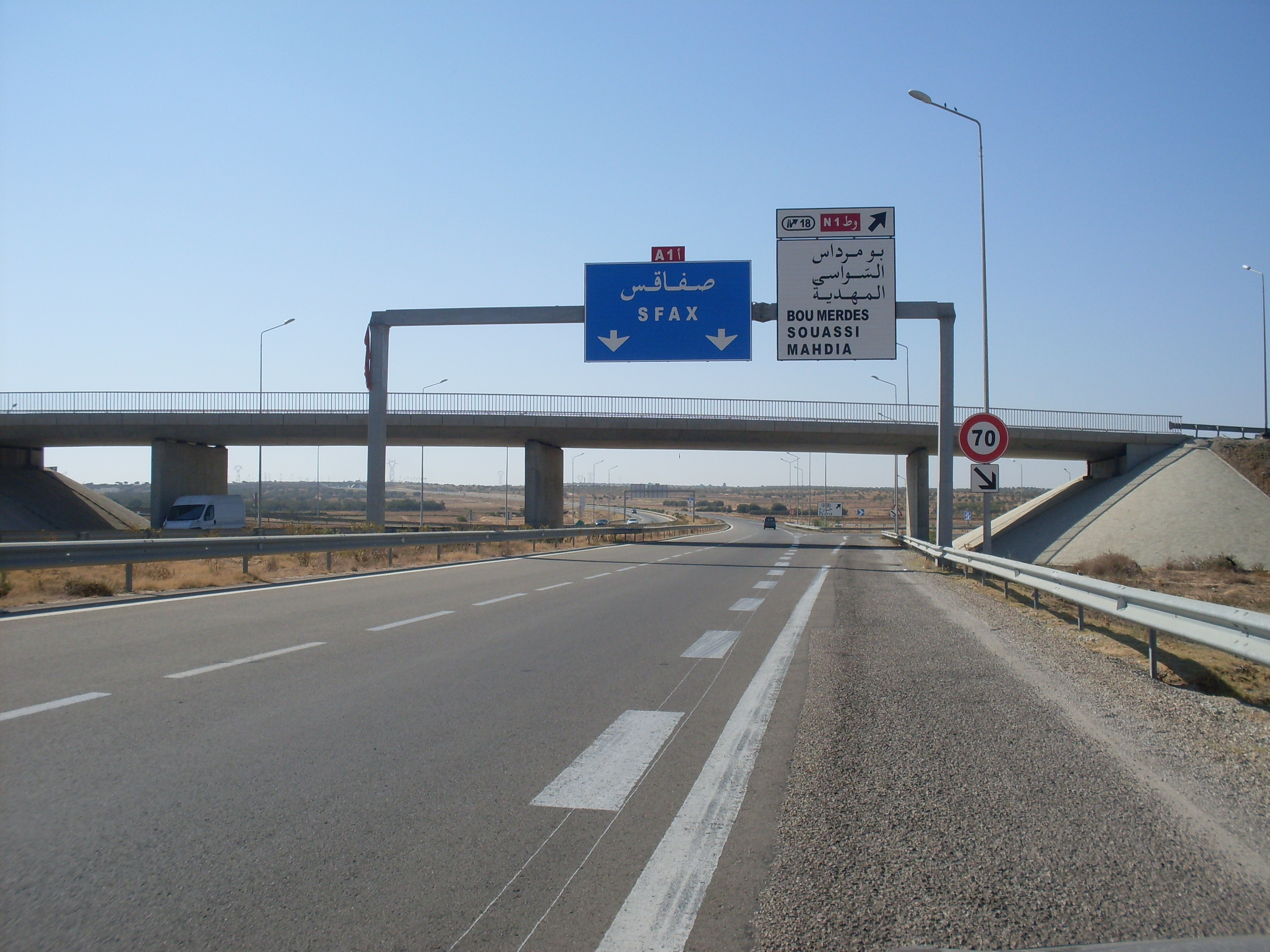
De A1

De A1 is een autosnelweg in Tunesië. De snelweg is 659 kilometer lang en verbindt Tunis met Ben Guerdane. De A1 werd aangelegd tussen 1981 en 2019. Eind mei 2023 zou de snelweg geopend worden tot de Libische grens.
A1 ·
A2 ·
A3 ·
A4